# 추격자 (1969년 영화)
추격자는 1969년 공개된 대한민국의 영화이다.

## 배역
- 신성일
- 남정임
- 박노식
- 허장강
- 주증녀
- 박암
- 김동원
- 김운하
- 이혜정
- 최봉
- 전계현
- 김정옥
- 장훈
- 조운